# ۱۰۹ دوشیزه
۱۰۹ دوشیزه یک ستاره است که در صورت فلکی دوشیزه قرار دارد.